# Grand Prix de Pau 1961
Grand Prix de Pau 1961 je bila četrta neprvenstvena dirka Formule 1 v sezoni 1961. Odvijala se je 3. aprila 1961. Zmagal je Jim Clark, ki je s tem dosegel svojo prvo zmago na dirki Formule 1.

## Dirka
| Poz | Dirkač              | Moštvo                 | Konstruktor       | Čas/Odstop              | Št. m. |
| --- | ------------------- | ---------------------- | ----------------- | ----------------------- | ------ |
| 1   | Jim Clark           | Team Lotus             | Lotus-Climax      | 2.39:35.5               | 2      |
| 2   | Jo Bonnier          | Scuderia Colonia       | Lotus-Climax      | + 1:30.8 s              | 10     |
| 3   | Lorenzo Bandini     | Scuderia Centro Sud    | Cooper-Maserati   | 98 krogov               | 5      |
| 4   | Mário Cabral        | Scuderia Centro Sud    | Cooper-Maserati   | 97 krogov               | 9      |
| 5   | Jack Lewis          | H & L Motors           | Cooper-Climax     | 96 krogov               | 4      |
| 6   | Graham Eden         | Graham Eden            | Cooper-Climax     | 92 krogov               | 12     |
| 7   | Jo Schlesser        | Inter-Autocourse       | Cooper-Climax     | 77 krogov / Ogenj       | 11     |
| Ods | Maurice Trintignant | Scuderia Serenissima   | Cooper-Climax     | Vžig                    | 3      |
| Ods | Trevor Taylor       | Team Lotus             | Lotus-Climax      | Menjalnik               | 6      |
| Ods | Wolfgang Seidel     | Scuderia Colonia       | Lotus-Climax      | Menjalnik               | 15     |
| Ods | Olivier Gendebien   | Equipe Nationale Belge | Emeryson-Maserati | Trčenje                 | 8      |
| Ods | Lucien Bianchi      | Equipe Nationale Belge | Emeryson-Maserati | Trčenje                 | 7      |
| Ods | Ian Burgess         | Camoradi International | Lotus-Climax      | Menjalnik               | 16     |
| Ods | Jack Brabham        | Jack Brabham           | Cooper-Climax     | Črpalka za gorivo       | 1      |
| Ods | André Wicky         | André Wicky            | Cooper-Climax     | Motor                   | 14     |
| Ods | Gino Munaron        | Gino Munaron           | Cooper-Alfa Romeo | Gred                    | 13     |
| DNS | François Santé      | François Santé         | Cooper-Climax     | Motor                   | -      |
| WD  | Masten Gregory      | Camoradi International | Cooper-Climax     | Nepripravljen dirkalnik | -      |
| WD  | Wolfgang von Trips  | Scuderia Colonia       | Lotus-Climax      | Dirkal Seidel           | -      |
| WD  | Bernard Collomb     | Bernard Collomb        | Cooper-Climax     | Brez dirkalnika         | -      |